# Themístocles Filho
Themístocles de Sampaio Pereira Filho (Teresina, 30 de dezembro de 1957) é um advogado e político brasileiro, que exerce hoje como vice-governador do Piauí, antes era deputado estadual pelo Piauí.

## Dados biográficos
Filho de Themístocles de Sampaio Pereira e Anatália Gonçalves de Sampaio Pereira. Advogado formado na Universidade Federal do Piauí, seguiu carreira política a partir da influência paterna. Sempre filiado ao PMDB, presidiu o diretório municipal na capital piauiense em mais de uma oportunidade.
Em 1982 foi eleito vereador de Teresina embora naquele ano seu pai tenha perdido a eleição para deputado estadual e sua mãe a disputa pela prefeitura de Esperantina.
Como seu pai foi nomeado secretário municipal de Serviços Urbanos de Teresina pelo prefeito Wall Ferraz, Themístocles Filho foi eleito deputado estadual em 1986. Secretário de Justiça no segundo governo Alberto Silva, teve o mandato renovado em 1990 e ficou na primeira suplência em 1994. Convocado a exercer o mandato, foi nomeado secretário de Articulação com os Municípios e mais tarde secretário de Justiça durante o primeiro governo Mão Santa, retornando a este último cargo após a reeleição do governador. Reeleito deputado estadual em 1998, 2002, 2006, 2010, 2014 e 2018, elegeu-se presidente da Assembleia Legislativa em 2005 e foi reconduzido ao cargo por oito vezes desde então, um recorde desde o fim do Estado Novo em 1945. Em 2022 foi eleito vice-governador na chapa de Rafael Fonteles.

## Família Coelho Rodrigues
Faz parte da tradicional família Coelho Rodrigues de Paulistana, estado do Piauí, com raízes genealógicas na Freguesia de Paço de Sousa, no Distrito do Porto, em Portugal, visto que é hexaneto de João Barbosa de Carvalho e Tereza Rodrigues de Jesus, sendo, portanto, heptaneto do casal Domiciana Vieira de Carvalho e Valério Coelho Rodrigues.
Seu heptavô, Valério Coelho Rodrigues, nasceu em Portugal e morou a maior parte de sua vida na Fazenda do Paulista, atualmente município de Paulistana, Piauí. Ele firmou importantes raízes históricas e sociais na Região do Nordeste e gerou uma vasta família com descendência que se projeta na política nacional do Brasil até os dias de hoje.
Como forma de homenagear Valério Coelho Rodrigues, o Governador do Piauí instituiu a Ordem Estadual Valério Coelho Rodrigues, pelo Decreto nº 15.311, de 19 de agosto de 2013, com a finalidade de agraciar cidadãos que se destacam por serviços de excepcional relevância prestados ao Estado.

## Questões judiciais
Atualmente responde a quatro ações de improbidade administrativa na Justiça Federal em decorrência da construção de presídios à época em que ocupou pela segunda vez a Secretaria de Justiça.[carece de fontes?]